# Марика (торт)
«Марика» — сладкий шоколадный торт, рецепт которого по распространённой версии был создан кондитерами знаменитого московского ресторана «Прага».

«А вдруг я сама во всём виновата? Может быть, не ушёл бы Витечка к своей Шиихи, если бы я со скандалами и боями с самого начала заставила его приносить в дом замороженные биточки по-московски и хоть раз в месяц отстоять очередь за тортом „Марика“?…».

## Рецепт
Торт состоит из нескольких частей: шоколадный бисквит, рулет и крем. Рулет, который находится внутри, изготавливается из обыкновенного бисквита; внешние коржи — из шоколадного. Коржи пропитываются чаем, коньяком, ромом. Для сборки торта нужно порезать бисквит на полоски толщиной в 3 см, свернуть их рулетом и положить вместо среднего коржа при сборке. Крем, как правило, простой масляный, в него добавляют коньяк и какао, как вариант — сгущенное молоко, растопленный темный шоколад. Сборка торта: самый первый корж смазывается кремом, сверху кладётся рулет, края которого должны полностью совпадать с краями коржа. Бисквитный рулет также смазывается кремом/повидлом, после чего накрывается последним коржом. Весь торт снова нужно обмазать кремом, после чего можно переходить к украшению.
«Марика» посыпается шоколадной крошкой, часто перемешанной с бисквитной; украшается косичками из шоколадного крема. Также для украшения торта нередко используют вишню, которая традиционно считается лучшей ягодой-компаньоном для шоколада. После приготовления для нужной кондиции торт рекомендуется поместить в холодильник на несколько часов, оптимально — на ночь.